# Janula parva
Espèce
Synonymes
- Monetoculus parvus Wunderlich, 2008

Janula parva est une espèce d'araignées aranéomorphes de la famille des Theridiidae.

## Distribution
Cette espèce est endémique de Malaisie.

## Publication originale
- Wunderlich, 2008 : On extant and fossil (Eocene) European comb-footed spiders (Araneae: Theridiidae), with notes on their subfamilies, and with descriptions of new taxa. Beiträge zur Araneologie, vol. 5, p. 140-469.